# Djebel Adda
Djebel Adda fou una excavació arqueològica prop del llogaret d'igual nom, propera a Abu Simbel, a la banda dreta del riu Nil. Fou coberta per les aigües del Llac Nasser el 1964. Djebel Adda fou la capital del regne de Dotawo, i s'identifica normalment amb la ciutat de Daw o Dau. També va poder ser abans del segle XII, i temporalment, la capital del regne de Makuria.